# トーウツ岳
トーウツ岳（トーウツだけ）もしくは当沸岳（とううつだけ）は、北海道の紋別郡雄武町と紋別郡興部町の2町にまたがる標高742.3mの山である。山頂には二等三角点「勝知山」が設置されている。

## 概要
北見山地北部の主稜線上にある毛鐘尻山と天北峠の間の標高808mの無名峰から西に伸びる支稜線からやや雄武町に逸れた場所に位置する。
山名は当沸川の源頭であることに由来し、アイヌ語の「トウッ（to-ut: 沼の・脇川）」が語源であるとされる。かつては「カッチヌプリ」と呼ばれていたとされ、三角点名の「勝知山（かつちやま）」にその地名が反映されている。アイヌ語の「katci-nupuri（発火棒・山）」という説がある。しかし一方でカッチヌプリはトーウツ岳の西にある標高665mの岩峰とする説もあり、アイヌ語も「カッ・チ・ヌプリ（姿・男性器・山）」と考える人もいる。

## 登山
登山道は存在しない。道道137号から雄武ダム北側の東側から流れる沢沿いの林道を進み、トーウツ岳付近で林道を逸れて直登して山頂に至るのがメインルートである。林道と言っても藪に覆われた箇所が多いため車両は通行できず徒歩のみとなる。